# Juan van der Hamen y León

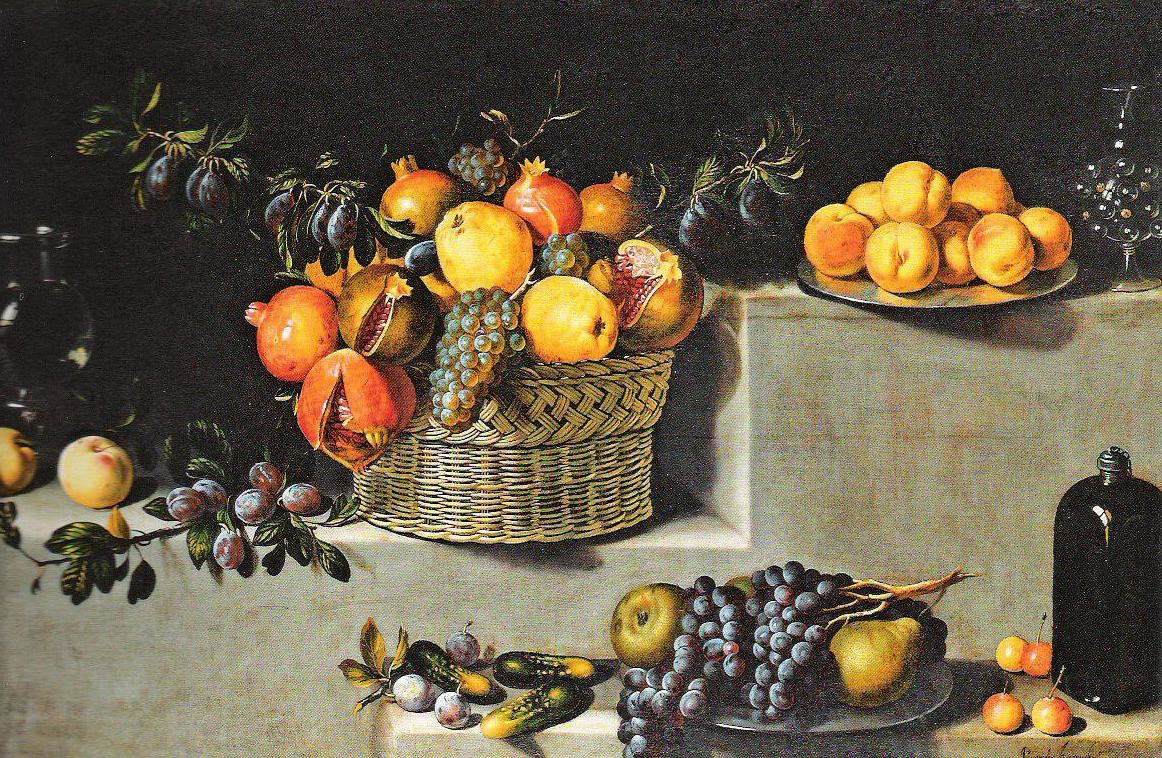
Juan van der Hamen y León, Stilleven met fruit en glaswerk, 87,3 x 130,8 cm, olieverf op doek, 1629, Williams College Museum of Art in Williamstown (Massachusetts).

Juan van der Hamen y (Gómez de) León (gedoopt 8 april 1596 – 28 maart 1631) was een Spaans schilder van Vlaamse afkomst. Hij is tegenwoordig vooral bekend om zijn stillevens, in Spanje ook wel bodegones genoemd, een genre dat hij in de jaren 1620 in Madrid populariseerde. Van der Hamen y León was een zeer productief en veelzijdig schilder. Behalve stillevens schilderde hij ook allegorieën, landschappen en grotere werken voor kerken en kloosters. 
- Biblioteca Nacional de España: XX1617970
- Bibliothèque nationale de France: cb15118211c (data)
- Gemeinsame Normdatei: 131412450
- International Standard Name Identifier: 0000 0000 8396 2918
- Library of Congress Control Number: nr97028653
- Nationale Bibliotheek van Israël: 987007454023705171
- Réseau des bibliothèques de Suisse occidentale: 02-A026135251
- RKD-Nederlands Instituut voor Kunstgeschiedenis: 35621
- LIBRIS: 280440
- Système universitaire de documentation: 099053837
- Union List of Artist Names: 500022257
- Virtual International Authority File: 77446056
- WorldCat: E39PBJghvkQ86dqDwhTGfb9Yyd